# Искусственный спутник Солнца

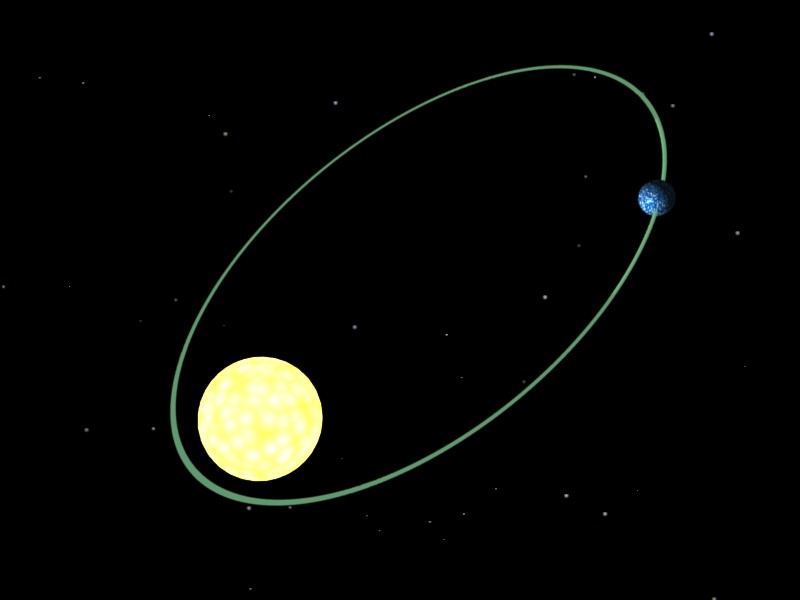
Сильно вытянутая гелиоцентрическая орбита

Искусственный спутник Солнца — искусственный космический летательный аппарат, выведенный на орбиту вокруг Солнца, причём его движение определяется главным образом гравитационным притяжением Солнца. На участках траектории вдали от планет аппарат без тяги движется практически по гелиоцентрической орбите.
Для выхода космического летательного аппарата с геоцентрической орбиты и переходу на гелиоцентрическую орбиту аппарат должен на активном этапе полёта набрать как минимум вторую космическую скорость, не превысив при этом третьей космической скорости.
При сближении с планетами, например при совершении гравитационного манёвра, аппарат обычно меняет свою гелиоцентрическую орбиту, либо, замедляясь, становится спутником планеты, или, ускоряясь, покидает Солнечную систему.

## История
В 1959 году Советский Союз запустил первую автоматическую межпланетную станцию «Луна-1», которая стала первым искусственным спутником Солнца. Однако она была предназначена для исследования Луны и стала спутником Солнца из-за промаха.
До 1974 года бо́льшая часть искусственных спутников Солнца являлась побочным результатом запусков аппаратов в сторону Луны и планет Солнечной системы. Исключение составляют пять небольших АМС Пионер-5, Пионер-6, -7, -8 и -9, разработанных и запущенных NASA на гелиоцентрические орбиты в 1960-69 годах для исследования Солнца и межпланетного пространства.
В 1974 году на гелиоцентрическую орбиту был выведен исследовательский зонд Гелиос-1 построенный инженерами германской авиационно-космической компании MBB. Цель миссии — изучение Солнца, происходящих на нем процессов и солнечного ветра. Через два года был запущен аналогичный аппарат Гелиос-2. В перигелии орбиты зондов заходили глубоко внутрь орбиты Меркурия, так что длительное время эти аппараты были ближайшими к Солнцу искусственными объектами.